# Beth Bachmann
Beth Bachmann (* Pensylvánie) je americká básnířka a vyučující na Vanderbilt University.
Studovala na Loyolské univerzitě v Marylandu, na univerzitě Johnse Hopkinse a na univerzitě Concordia v Montréalu.
Její básně se objevily v American Poetry Review, Kenyon Review, Antioch Review, AGNI, Prairie Schooner, Blackbird, Tin House, a Ploughshares. Její kniha Temper se týká vraždy sestry z roku 1993, dosud nevyřešeného zločinu. V roce 2016 získala Guggenheimovo stipendium.

## Dílo
- Do Not Rise, University of Pittsburgh Press, 2015, ISBN 978-0-8229-6328-8
- Temper, University of Pittsburgh Press, 2009, ISBN 978-0-8229-6040-9
- Evasion, Black Warrior Review Chapbook Series, 2008